# Tom Drury

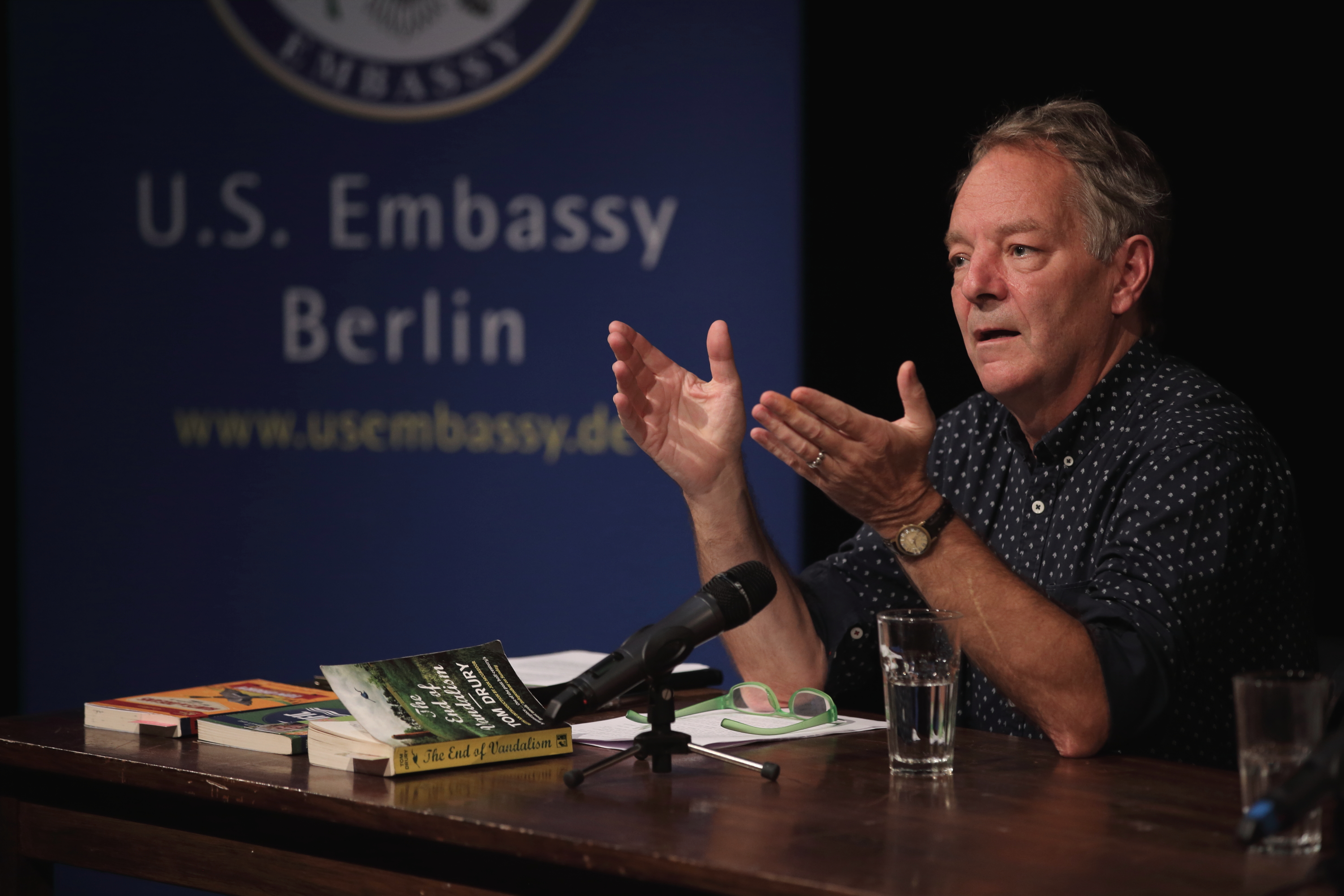
Tom Drury

Thomas Jay „Tom“ Drury (geboren 1956 in Iowa) ist ein US-amerikanischer Schriftsteller.

## Leben
Tom Drury stammt von einer Farm in Iowa. Er studierte Journalismus an der University of Iowa und ging nach dem B.A. 1980 als Reporter und Redakteur zur regionalen Presse. An der Brown University wurde er für ein Graduiertenstudium zugelassen und erhielt 1987 bei Robert Coover einen M.A. in Englisch und Creative Writing, was er schließlich in den 1990er Jahren an der Wesleyan University selbst lehrte.
Nachdem er 1991 seine erste Erzählung im The New Yorker veröffentlichen konnte, wurde er freiberuflicher Schriftsteller und konnte seine Beiträge auch in anderen nationalen Magazinen unterbringen. Sein erster Roman erschien 1994. Er wurde 1996 von Granta als bester Nachwuchsschriftsteller ausgezeichnet und erhielt 2001 eine Guggenheim Fellowship. Sein Roman Pacific wurde 2013 auf die Longlist des National Book Award gesetzt.  Die Erzählung Path Lights, die im New Yorker erschien, wurde 2014 von Zachary Sluser verfilmt. Im Sommersemester 2017 hat Drury die Picador Guestprofessorship for Literature am Institut für Amerikanistik der Universität Leipzig inne.
Drury lebte in Massachusetts, Connecticut, Florida und Kalifornien, wo er am Los Angeles County Museum of Art die Website betreute. Nach einem Aufenthalt in Brooklyn zog es ihn wieder nach Iowa.

## Werke (Auswahl)
- The End of Vandalism. Boston : Houghton Mifflin, 1994.
  - Das Ende des Vandalismus : Roman. Aus dem Amerikan. von Gerhard Falkner und Nora Matocza. Stuttgart : Klett-Cotta, 2010.
- The Black Brook. Boston : Houghton Mifflin, 1998.
- Hunts in Dreams. Boston : Houghton Mifflin, 2000.
  - Die Traumjäger : Roman. Aus dem Amerikan. von Gerhard Falkner und Nora Matocza. Stuttgart : Klett-Cotta, 2008.
- The Driftless Area. New York : Atlantic Monthly Press, 2006.
  - Das stille Land : Roman. Aus dem Amerikan. von Gerhard Falkner und Nora Matocza. Stuttgart : Klett-Cotta, 2015, ISBN 978-3-608-98022-6.[2]
- Pacific : a novel. New York : Grove, 2013.
- Grouse County; Romantrilogie – übersetzt von Gerhard Falkner und Nora Matocza. Klett-Cotta, Stuttgart 2017.